# Thomas Pesquet
Thomas Pesquet (ur. 27 lutego 1978 w Rouen) – francuski inżynier lotniczo-kosmiczny, pilot i astronauta Europejskiej Agencji Kosmicznej (ESA). Wybrany do grupy kandydatów na astronautów ESA w maju 2009 roku, w listopadzie 2010 roku z sukcesem ukończył szkolenie podstawowe. Na pokładzie Sojuza MS-03 odwiedził Międzynarodową Stację Kosmiczną (ISS), gdzie od listopada 2016 roku do czerwca 2017 roku brał udział w Ekspedycji 50. oraz 51. na ISS w ramach misji Proxima.

## Edukacja i początki kariery
Urodził się i wychował w Normandii w rodzinie wykładowcy matematyki i fizyki oraz nauczycielki.
W 1998 roku ukończył prestiżowe classes préparatoires aux grandes écoles (pomaturalne kursy przygotowawcze do egzaminów i studiów na grande école) w Lycée Pierre Corneille w rodzinnym Rouen. W 2001 roku uzyskał dyplom magistra Wyższej Szkoły Lotnictwa (École Supérieure d’Aéronautique, ÉSdA) w Tuluzie, na kierunku projektowania i sterowania pojazdami kosmicznymi – ostatni rok studiów spędzając na wymianie na Politechnice Montrealskiej (École Polytechnique de Montréal).
Już przed karierą w ESA pracował w branży lotniczo-kosmicznej: od kwietnia do września 2001 odbywał staż w Thales Alenia Space w Cannes, od października 2001 pracował w GMV Innovating Solutions jako inżynier dynamiki pojazdów kosmicznych przy misjach dotyczących teledetekcji, a w latach 2002–2004 w Centre National d’Études Spatiales (CNES – francuskiej agencji kosmicznej). W 2004 roku wstąpił do szkoły pilotów Air France, kończąc ją w 2006 roku by ostatecznie uzyskać licencję pilota transportu liniowego wraz z uprawnieniami lotu według wskazań przyrządów (Air Transport Pilot License-Instrument Rating: ATPL-IR) oraz od 2006 roku latać na samolocie pasażerskim Airbus A320.

### Życie prywatne
Thomas Pesquet już przed zatrudnieniem w agencji kosmicznej był aktywny fizycznie. Według oficjalnego życiorysu ma czarny pas w judo, uprawia też koszykówkę, jogging, pływanie, grę w squasha oraz sport na świeżym powietrzu, w tym kolarstwo górskie, kitesurfing, żeglarstwo, narciarstwo i wspinaczkę górską. Ma też duże doświadczenie w nurkowaniu z akwalungiem i skokach na spadochronie. Wśród innych zainteresowań wymienia podróże, grę na saksofonie oraz lekturę.
Uczył się języka angielskiego, niemieckiego, hiszpańskiego i rosyjskiego. Jego wieloletnią partnerką jest Francuzka Anne Mottet, pracująca (w czasie trwania jego lotu w kosmos) w Rzymie dla Organizacji Narodów Zjednoczonych do spraw Wyżywienia i Rolnictwa.

## ESA

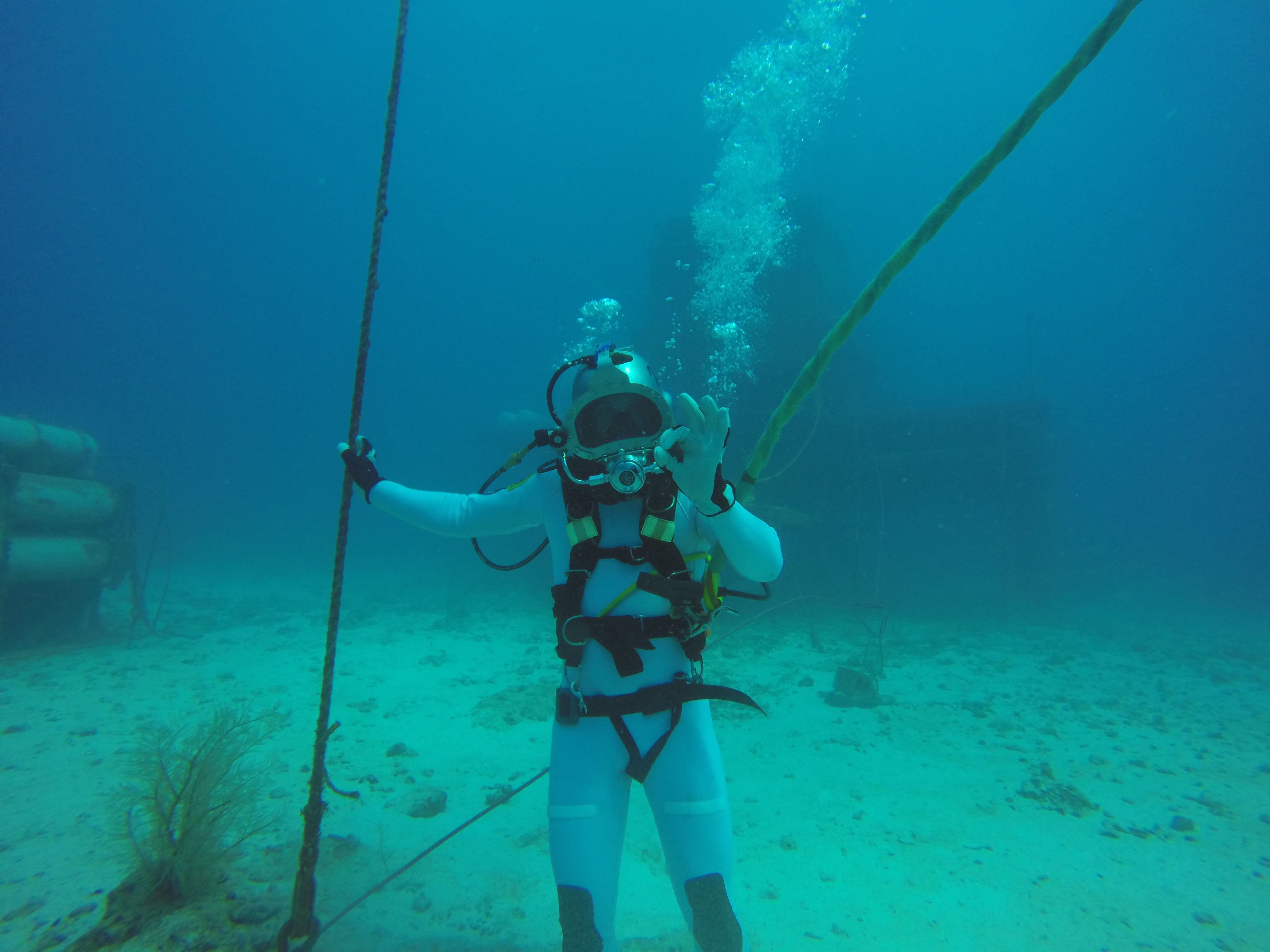
Ćwiczenia przed NEEMO 18

### Rekrutacja i przygotowania
W 2008 roku publicznie ogłoszono potrzebę uzupełnienia składu Korpusu Astronautów ESA i tym samym Europejska Agencja Kosmiczna rozpoczęła rekrutację nowych kosmonautów; był to trzeci taki nabór w historii tej organizacji (wcześniejsze: 1978, 1992). Zgłoszenia były przyjmowane od 19 maja do 19 czerwca 2008 roku, w toku wielostopniowej rekrutacji zamierzano wybrać latem 2009 roku czwórkę kandydatów do dalszego treningu i lotów. Wyboru spośród 8413 poprawnych zgłoszeń ostatecznie dokonano po roku, 20 maja 2009 roku, przedstawiając sześć osób, w tym Thomasa Pesqueta.
W Europejskiej Agencji Kosmicznej we wrześniu 2009 roku zaczął trening kosmonautyczny razem z pięciorgiem pozostałych kandydatów (w kolejności pierwszego startu: Parmitano, Gerst, Cristoforetti, Mogensen, Peake). Cała szóstka ukończyła podstawowe szkolenie w listopadzie 2010 roku i rozpoczęła dalsze przygotowania.
17 marca 2014 roku przydzielono go do długiej misji na Międzynarodowej Stacji Kosmicznej, podczas gdy pierwszy lot kosmonauty z jego naboru (Sojuz TMA-09M z włoskim pilotem Lucą Parmitano) odbył się już w 2013 roku. Najmłodszy z całej szóstki Pesquet pierwszy lot kosmiczny miał odbyć jako ostatni z grupy. Wcześniej służył jako dubler dla Andreasa Mogensena (10-dniowa misja iriss, wrzesień 2015).

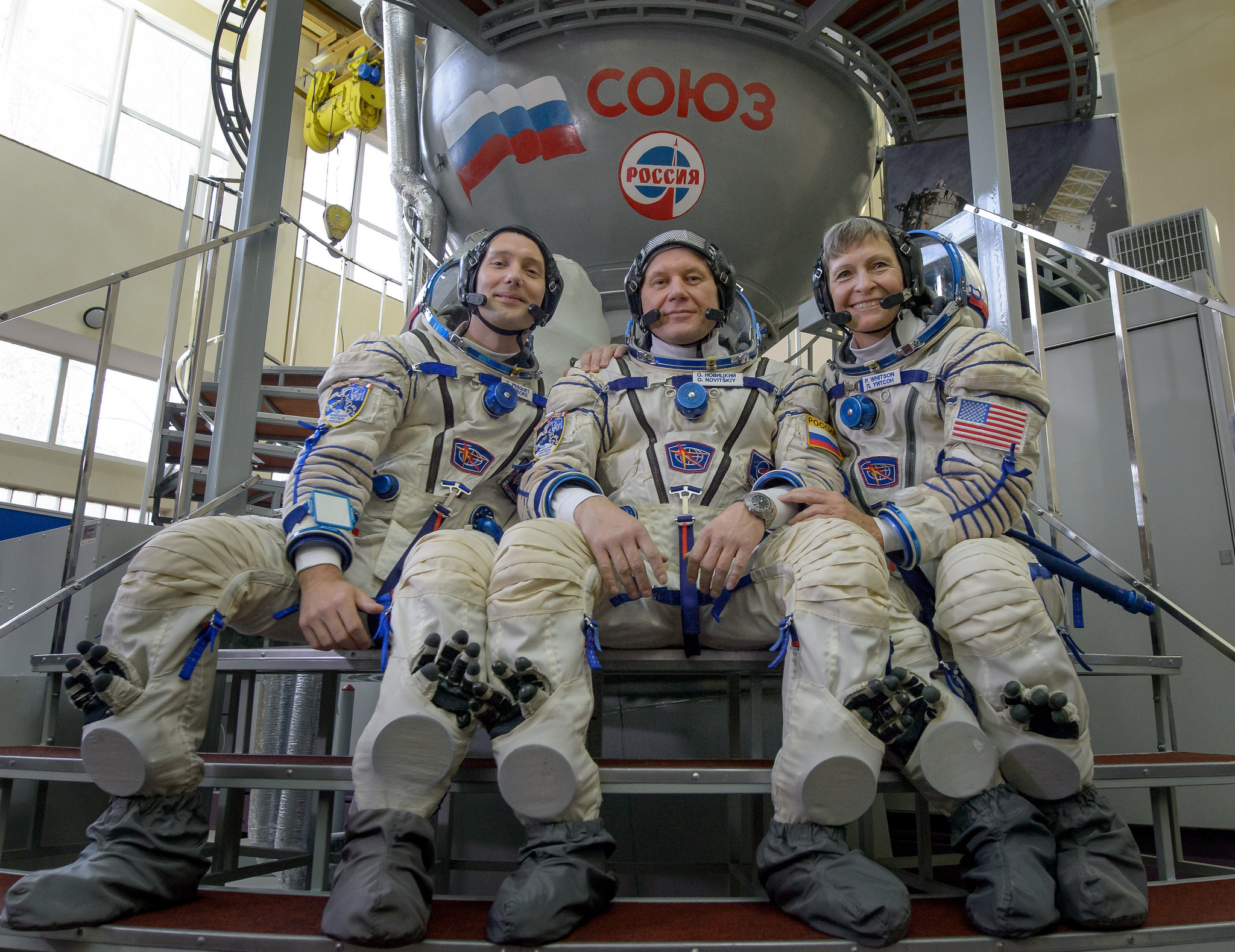
Załoga Sojuza MS-03

Przed pierwszym lotem Francuz ćwiczył m.in. biorąc udział w pierwszej edycji europejskiego treningu speleologicznego ESA CAVES na Sardynii (wrzesień 2011) oraz w dwóch misjach podwodnych NASA do podwodnego habitatu-laboratorium Aquarius u wybrzeży Florydy. W trakcie pierwszej z nich, pięciodniowej SEATEST II (NEEMO 17, wrzesień 2013) Pesquet pełnił rolę pozostającego na powierzchni kierownika misji odpowiedzialnego za komunikację z zespołem podwodnym; podczas drugiej, dziewięciodniowej misji NEEMO 18 (lipiec 2014) spędził pod wodą dziewięć dni w towarzystwie Akihiko Hoshide (dowódcy misji), Jeanette Epps i Marka Vande Heia. Brał też udział w ćwiczeniach pod okiem rosyjskich instruktorów Centrum Wyszkolenia Kosmonautów im. J. Gagarina w Gwiezdnym Miasteczku koło Moskwy: zarówno w europejskiej grupie w 2014, jak i w gronie załogi Sojuza MS-03 wkrótce przed lotem w 2016 roku.

### Ekspedycja 50. i 51. na ISS

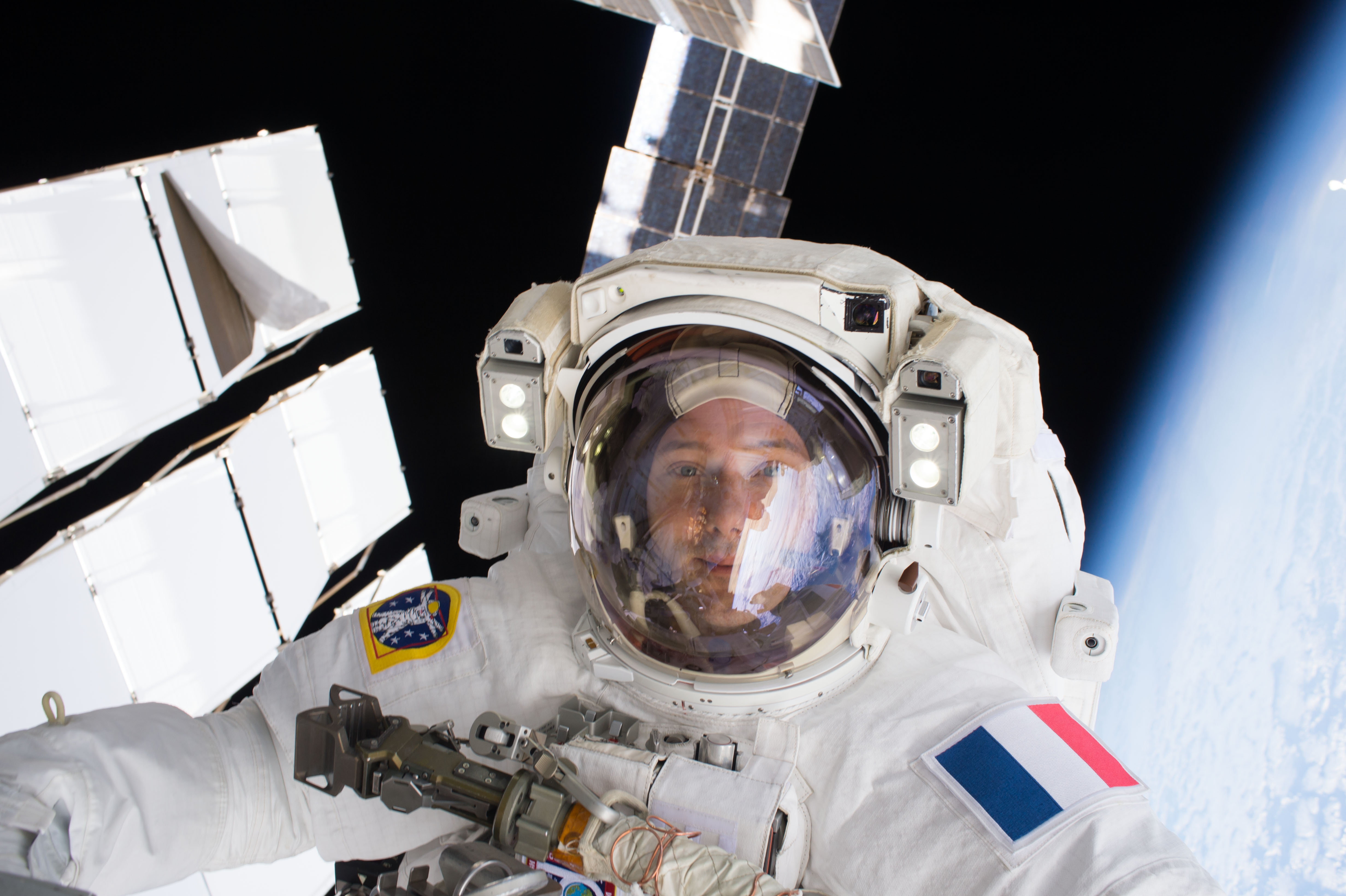
Pesquet podczas swojego pierwszego spaceru kosmicznego (13 stycznia 2017)

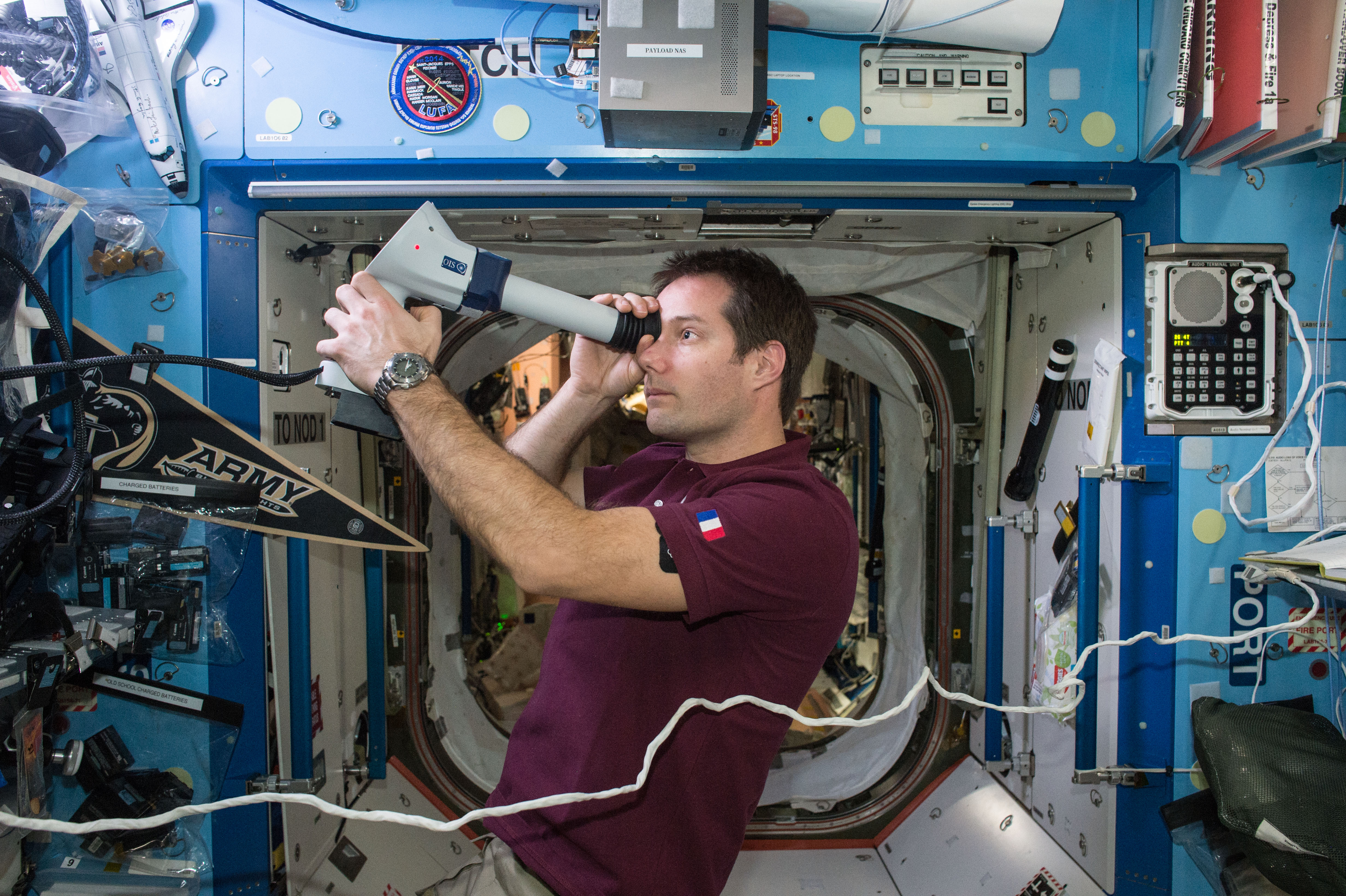
Rutynowe badanie dna oka przy użyciu oftalmoskopu w module Destiny

Lot Pesqueta miał odbyć się 30 listopada 2016, jednakże z powodu opóźnienia lotu Sojuz MS-02 następny lot postanowiono przyspieszyć.
17 listopada 2016 roku o 23:20 czasu moskiewskiego francuski astronauta ESA został wystrzelony rakietą Sojuz-FG z kompleksu startowego nr 1 kosmodromu Bajkonur na pokładzie trzyosobowej kapsuły Sojuz. Wraz z debiutującym Pesquetem w misję polecieli: wykonujący swój drugi lot Rosjanin Oleg Nowicki (dowódca pojazdu) oraz najbardziej doświadczona z tej trójki Amerykanka, rekordzistka i naukowiec Peggy Whitson. Lot odbył się po długiej trajektorii i do przejścia załogi Sojuza na stację kosmiczną doszło dopiero 20 listopada UTC. Pesquet i Nowicki wrócili na pokładzie tej samej kapsuły w czerwcu 2017 roku, bez Whitson, która z powodu przedłużenia jej misji wróciła na Ziemię inną kapsułą (Sojuz MS-04) trzy miesiące później.
Ponad półroczna debiutancka misja badawcza Thomasa Pesqueta otrzymała nazwę kodową Proxima. Odbywała się na Międzynarodowej Stacji Kosmicznej równolegle do Ekspedycji 50. i 51., i była dziewiątą długą misją załogową ESA.

#### Aktywność na zewnątrz stacji
W trakcie swojego pierwszego pobytu na ISS Pesquet wykonał dwa spacery kosmiczne o łącznym czasie 12 h i 32 minut. Oba spacery przedstawiciel ESA wykonał wspólnie z astronautą NASA Robertem Shane’em Kimbroughem.
Podczas pierwszego wyjścia 13 stycznia (EVA-39) dwaj astronauci większość zadań wykonali wspólnie. Najpierw dokończyli wymianę dwunastu starych akumulatorów niklowo-wodorowych na sześć litowo-jonowych, rozpoczętą tydzień wcześniej spacerem EVA-38; para astronautów zainstalowała drugą połowę akumulatorów oraz adaptory w miejscu niepowracających baterii. Po wykonaniu tego priorytetowego zadania astronauci wykonali kilka czynności dodatkowych, m.in. wymieniając kilka części przy manipulatorze Canadarm2, w tym moduł z kamerą, a także przenosząc kilka osłon termicznych. Całość skończyła się o 16:22 UTC po 5h i 58 min. Z kolei 23 marca, w trakcie spaceru EVA-40 mającego na celu m.in. przygotowanie PMA-3 do instalacji drugiego adaptera cumowania IDA, astronauci wszystkie zadania wykonywali samodzielnie. Pesquet zajmował się głównie oliwieniem części manipulatora Dextre oraz wykonał dokładne poszukiwania możliwego wycieku. Spacer skończył się o 17:58 UTC po 6h i 34 min.
Na stacji kosmicznej Pesquet kierował też ramieniem robotycznym Canadarm2 przechwytującym kapsułę transportową Cygnus CRS OA-7 22 kwietnia. Wspólnie z Shane’em Kimbroughem przechwytywał też pojazd Dragon CRS-10 23 lutego.

#### Badania naukowe
W trakcie pobytu zajmował się także badaniami naukowymi, wykonując około 50 eksperymentów dla Europejskiej Agencji Kosmicznej oraz francuskiej CNES, a także biorąc udział w eksperymentach innych agencji.
Wśród tych badań były europejskie eksperymenty Haptics-2 (zdalne sterowanie robotem z ISS) i badania materiałoznawcze dotyczące metali, w tym stopu niklu i tytanu, a także siedem eksperymentów opracowanych przez CNES, w tym Aquapad (badanie mikrobiologicznej czystości wody), MATISS (testy materiałów ograniczających rozwój mikroorganizmów na ich powierzchni) i Fluidics (badanie przepływu cieczy na stacji kosmicznej).
Jego lot służył też testowaniu rozwiązań medycyny kosmicznej (np. brytyjskiego uciskowego kombinezonu SkinSuit) i telemedycznych (np. eksperyment CNES ze zdalnie sterowanym aparatem USG o nazwie ECHO oraz eksperymentalne określanie zapotrzebowania energetycznego na podstawie badania moczu o kryptonimie Energy). Takie testy rozwiązań telemedycznych wykonywano także tuż po lądowaniu oraz w trakcie podróży przez Karagandę do Kolonii, gdy jego stan zdrowia był badany i przesyłany do lekarzy aparatem Tempus Pro. Ponadto Pesquet wykonywał zdjęcia m.in. okrążanej Ziemi, także zamieszczając je w mediach społecznościowych, a nawet – we współpracy z artystą Eduardo Kacem – wziął udział w projekcie artystycznym na pokładzie stacji.

#### Koniec misji

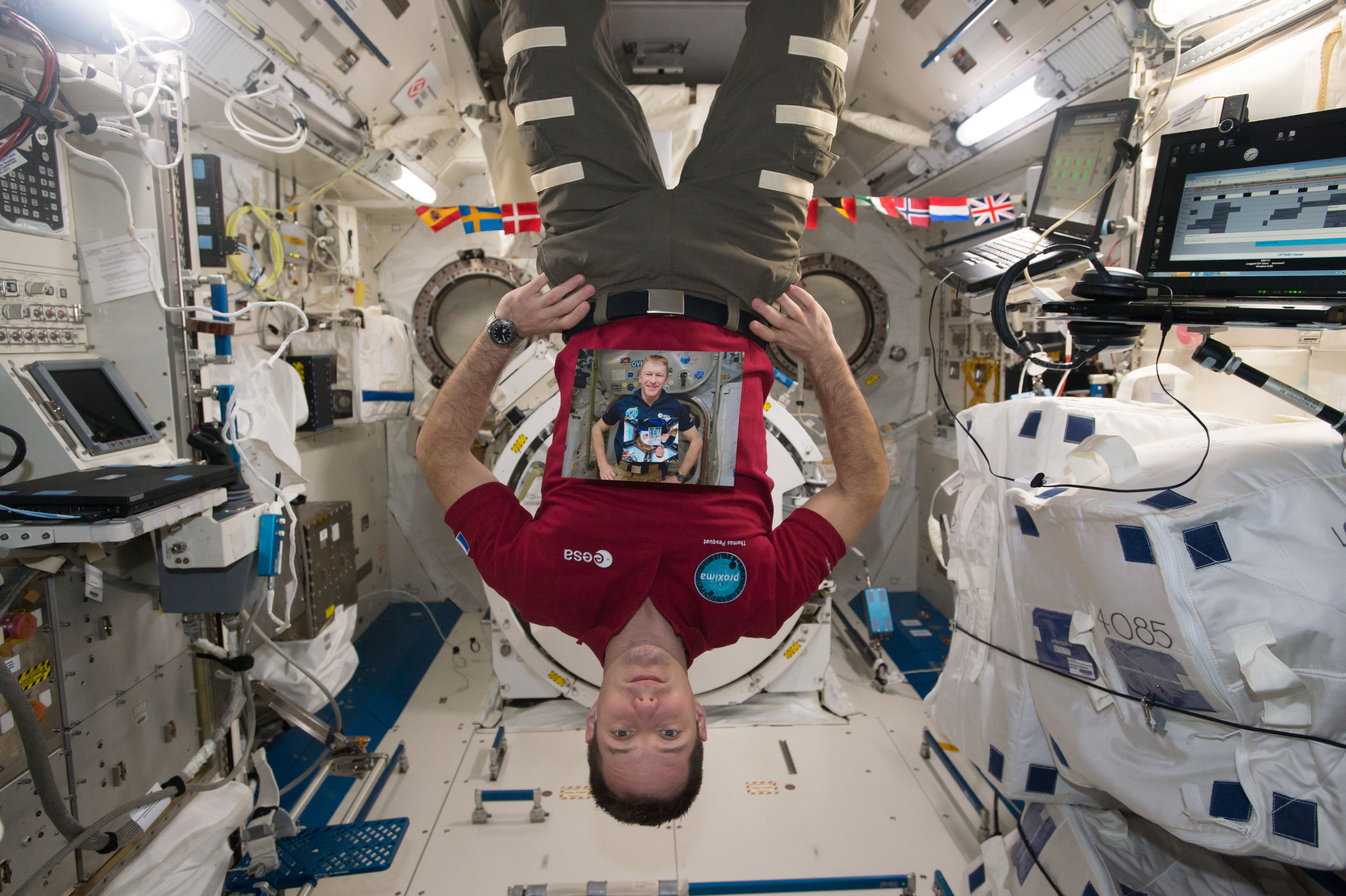
Ze zdjęciem Tima Peake’a, trzymającego zdjęcie kolegów-astronautów ESA

Kapsuła z dwuosobową załogą wylądowała standardowo w Kazachstanie, 3 godziny i 23 minuty od odcumowania od stacji, około 147 km na południowy wschód od miasta Żezkazgan.
Thomas Pesquet był dziesiątym Francuzem w kosmosie i pierwszym na orbicie okołoziemskiej oraz na pokładzie ISS od lotu STS-122 Léopolda Eyhartsa osiem i pół roku wcześniej.

### Po powrocie
Po powrocie francuski kosmonauta musiał przejść rehabilitację, w tym dwa 21-dniowe turnusy. Następnie kontynuował pracę w ESA, m.in. uczestnicząc w ocenie wyników eksperymentów misji Proxima, w tym siedmiu projektów CNES.
W 2018 roku Pesquet przygotowywał się do pilotażu samolotu odtwarzającego stan nieważkości w trakcie krótkiego lotu parabolicznego, w ramach programu Airbus „Zero-G”: początkowo w Tuluzie, a następnie w bazie w Mérignac w Żyrondzie. Już w marcu 2018 roku był jednym z pilotów samolotu firmy Novespace (firmy-córki CNES), wykonującego paraboliczny lot z dwoma instrumentami naukowymi przeprowadzającymi pomiary w warunkach zbliżonych do nieważkości.
Ponadto Pesquet pozostawał w korpusie astronautów Europejskiej Agencji Kosmicznej, zaś loty paraboliczne pomagały utrzymywać go w gotowości. W marcu 2019 roku wspierał z Centrum Lotów Kosmicznych imienia Lyndona B. Johnsona w Houston parę amerykańskich kosmonautów Anne McClain i Nicka Hague’a wykonujących wyjście w przestrzeń celem wymiany akumulatorów – operację, którą Pesquet wykonywał dwa lata wcześniej. Z kolei w sierpniu 2019 roku wraz z Drew Feustelem (NASA) i Norishige Kanai (JAXA) wziął udział w ośmiodniowych testach podwodnych nowego sprzętu (w tym skafandrów i podwodnego łazika) i badań nad metodami szkoleń podwodnych. Ćwiczenia u wybrzeży Kalifornii o kryptonimie NEEMO NXT prowadzono w ramach przygotowań do lotu powrotnego na Księżyc. Brak podwodnego habitatu wymuszał codzienne zanurzanie i wynurzanie akwanautów.

## Wykaz lotów

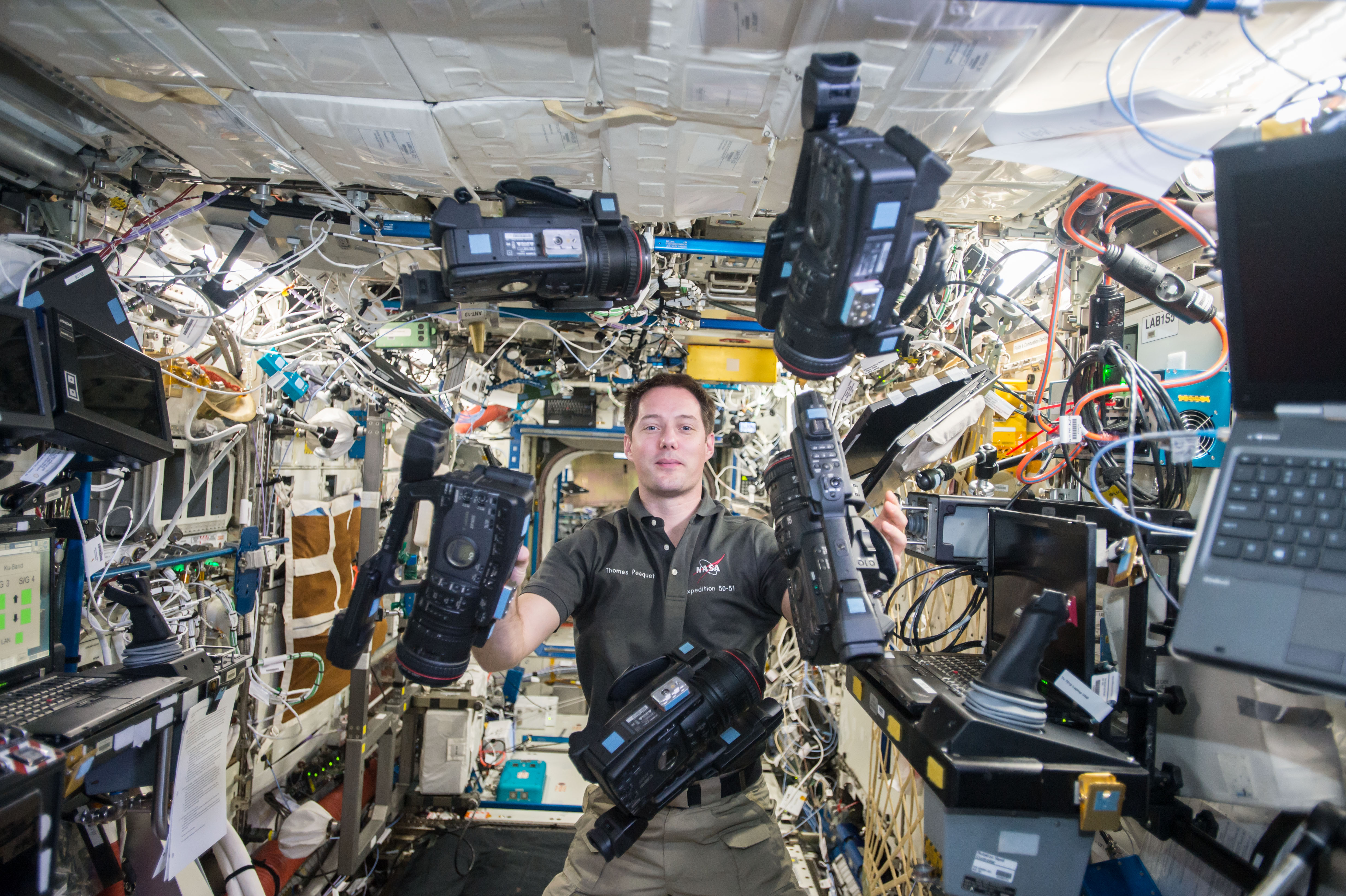
Pesquet żongluje kamerami w module laboratoryjnym Destiny

| Loty kosmiczne, w których uczestniczył Thomas Pesquet          | Loty kosmiczne, w których uczestniczył Thomas Pesquet | Loty kosmiczne, w których uczestniczył Thomas Pesquet | Loty kosmiczne, w których uczestniczył Thomas Pesquet | Loty kosmiczne, w których uczestniczył Thomas Pesquet | Loty kosmiczne, w których uczestniczył Thomas Pesquet                | Loty kosmiczne, w których uczestniczył Thomas Pesquet |
| №                                                              | Data startu                                           | Statek kosmiczny                                      | Data lądowania                                        | Statek kosmiczny                                      | Funkcja                                                              | Czas trwania                                          |
| -------------------------------------------------------------- | ----------------------------------------------------- | ----------------------------------------------------- | ----------------------------------------------------- | ----------------------------------------------------- | -------------------------------------------------------------------- | ----------------------------------------------------- |
| 1                                                              | 17 listopada 2016 20:20:13 UTC                        | Sojuz MS-03                                           | 2 czerwca 2017 14:10:38 UTC                           | Sojuz MS-03                                           | inżynier pokładowy                                                   | 196 dni 19 godzin 50 minut                            |
| 2                                                              | 23 kwietnia 2021 09:49:02 UTC                         | SpaceX Crew-2                                         |                                                       |                                                       | inżynier pokładowy statku Dragon i Międzynarodowej Stacji Kosmicznej |                                                       |
| Łączny czas spędzony w kosmosie – 196 dni 19 godzin i 50 minut |                                                       |                                                       |                                                       |                                                       |                                                                      |                                                       |

## Funkcja publiczna

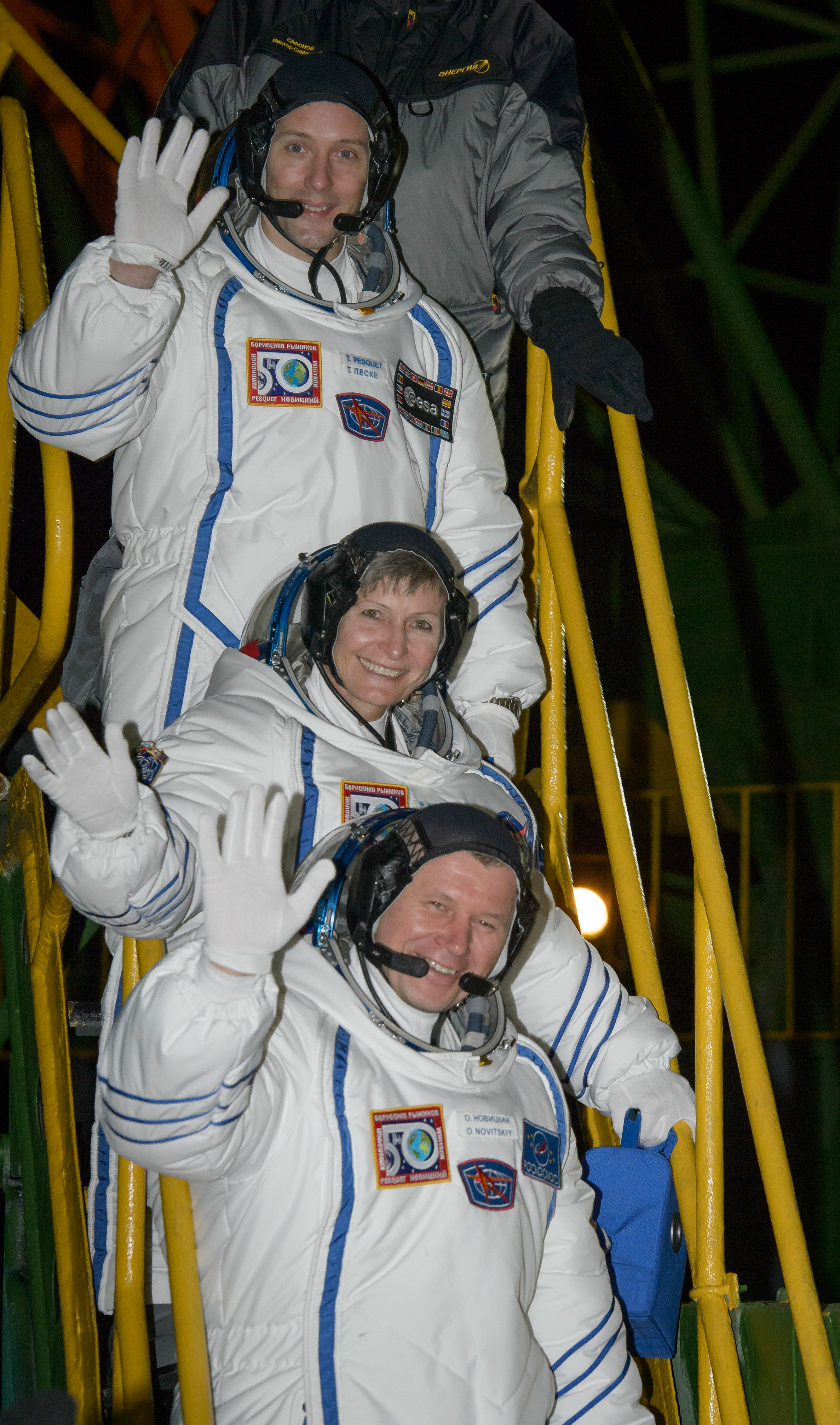
Załoga Sojuza MS-03 przed lotem

Thomas Pesquet był najmłodszym kosmonautą w swojej grupie kosmonautów Europejskiej Agencji Kosmicznej, nie był jednak najmłodszym Francuzem w przestrzeni pozaziemskiej – Jean-François Clervoy swoją pierwszą misję (STS-66: listopad 1994 roku) wykonał na krótko przed 36. urodzinami.
Po locie kosmicznym w 2016 roku Pesquet został osobą powszechnie znaną we Francji. Jego profil w serwisie Facebook polubiło 1,4 miliona osób, zaś w serwisie Twitter, gdzie Pesquet umieszczał zdjęcia Ziemi z kosmosu, śledziło go 550 000 kont. W dzień powrotu kapsuły Sojuza MS-03 Francuz znalazł się na czterech znaczkach pocztowych wypuszczonych przez La Poste (pocztę francuską). Został też obrany królem karnawału oraz „królem przestrzeni kosmicznej” 134. karnawału w Nicei w 2018 roku, gdzie motywem przewodnim wybrano właśnie przestrzeń kosmiczną.
Najmłodszy kosmonauta ESA udzielał się też publicznie, m.in. prezentując się w towarzystwie Emmanuela Macrona na Międzynarodowym Salonie Lotniczym w Paryżu, wykonując wraz z Olegiem Nowickim tournée po Francji, występując w Parlamencie Europejskim oraz w mediach społecznościowych. Wykorzystywał swoją popularność także do popularyzacji kosmonautyki wśród dzieci, młodzieży i studentów.
Pesquet występował w sprawie zmian klimatycznych, między innymi podczas konferencji COP23 w Bonn. Publicznie krytykował nowego amerykańskiego prezydenta Donalda Trumpa za odejście od paryskich porozumień klimatycznych. Mimo to w kwietniu 2018 roku wszedł w skład dużej delegacji towarzyszącej prezydentowi Macronowi w trakcie wizyty państwowej w Stanach Zjednoczonych.

### Kinematografia
9 czerwca 2017 roku miał telewizyjną premierę nakręcony na Międzynarodowej Stacji Kosmicznej film dokumentalny Thomas Pesquet: L'odyssée de l'Espace zmontowany z nagrań wykonanych przez francuskiego kosmonautę.
W 2018 roku w kinach (premiera francuska 3 października) pojawił się poświęcony misji Pesqueta, Whitson i Nowickiego film dokumentalny 16 levers de soleil (fr. 16 wschodów słońca) w reżyserii Pierre’a-Emmanuela Le Goffa. Dostępny był 117' film reżyserski oraz 30' materiał wideo 360° rzeczywistości wirtualnej Dans la Peau de Thomas Pesquet.

### Odznaczenia
- Chevalier Legii Honorowej – 2019[87]
- Wielki Medal Aéro-Club de France – 2018[88]
- Universal Astronaut Insignia za lot orbitalny (nr 549) – Stowarzyszenie Uczestników Lotów Kosmicznych (Association of Space Explorers(inne języki))[89]